# Південні мангри посушливого тихоокеанського узбережжя
Південні мангри посушливого тихоокеанського узбережжя (ідентифікатор WWF: NT1434) — неотропічний екорегіон мангрових лісів, розташований на заході Центральної Америки.

## Географія
Екорегіон південних мангрів посушливого тихоокеанського узбережжя охоплює ділянки мангрових лісів, поширені на узбережжі Тихого океану в Нікарагуа та на північному заході Коста-Рики. Північною межею екорегіону є затока Фонсека, хоча мангрові ліси, поширені безпосередньо на узбережжях цієї затоки, є частиною окремого екорегіону мангрів затоки Фонсека, а південною межею — затока Нікоя, яка позначає межу між посушливим та вологим узбережжями Центральної Америки. Мангри екорегіону простягаються лише на кілька кілометрів вглиб від морського узбережжя, де вони переходять у центральноамериканські сухі ліси, а на півдні півострова Нікоя — у сезонні вологі ліси Коста-Рики.
Мангрові ліси екорегіону, як правило, поширені у прибережних лагунах, в естуаріях річок та на пласких прибережних мілинах, які регулярно затоплюються водою під час припливів. Через високий рівень випаровування та суворість сухих сезонів у водно-болотних угіддях регіону спостерігається висока солоність і дефіцит води більшу частину року. Ці водно-болотні угіддя утворюють дві зони: зовнішню та внутрішню. Зовнішня зона безпосередньо піддається впливу прісної річкової води, тоді як внутрішні райони здебільшого ізольовані від естуаріїв, однак періодично затоплюються під час вологих сезонів. Існує сильний градієнт солоності між естуарієм та внутрішніми районами. Випаровування, надходження морської води за рахунок припливів та надходження прісної води за рахунок опадів, річкового та поверхневого стоку регулюють ці коливання солоності ґрунту. У зонах сезонних коливань клімату концентрація солоності зростає зі збільшенням відстані від припливних каналів та зі зменшенням інтенсивності припливних коливань. Коли прісна вода випаровується, сіль накопичується в ґрунті, утворюючи у найпосушливіших районах солончаки та солоні болота. Суха внутрішня зона отримує надходження прісної води протягом сухого сезону завдяки стоку з невеликих водно-болотних угідь, які можуть функціонувати як резерви прісної води.

## Клімат
В межах екорегіону переважає саванний клімат (Aw за класифікацією кліматів Кеппена). Середня температура в регіоні становить 25-27 °C і залишається стабільною протягом року, а середньорічна кількість опадів коливається від 1300 мм на північному заході Нікарагуа до 2000 мм на північному заході Коста-Рики. Більшість опадів випадає під час літнього сезону дощів з травня по жовтень-листопад. З грудня по квітень триває виражений сухий сезон.

## Флора
Рослинний покрив екорегіону представлений мангровими лісами, основу яких складають різні види мангрових дерев, зокрема червоні мангри (Rhizophora mangle), розгалужені мангри (Rhizophora racemosa), мангри Гаррісона (Rhizophora harrisonii), чорні мангри (Avicennia germinans), двоцвіті мангри (Avicennia bicolor), білі мангри (Laguncularia racemosa), чайні мангри (Pelliciera rhizophorae), а також прямі конусоплідні мангри (Conocarpus erectus), які переважають у менш затоплених районах.
Поширення окремих видів визначається солоністю води та ступенем затоплення території. Завдяки посушливому клімату мангри регіону формують чітку зональну структуру: різні види ризофор (Rhizophora spp.) зустрічаються на океанічному узбережжі, а різні види авіценній (Avicennia spp.) — уздовж внутрішньої окраїни мангрів.
Окрім мангрових дерев, в екорегіоні зустрічаються й інші види рослин. На берегах водно-болотних угідь ростуть мангрові папороті (Acrostichum aureum), болотяні табебуї (Tabebuia palustris), звичайні морські квасолі (Canavalia rosea), прибережні кручені паничі (Ipomoea pes-caprae), сірі нікери (Guilandina bonduc), мескітові дерева (Prosopis juliflora), прибережні портулаки (Sesuvium portulacastrum), жовті жувеї (Jouvea straminea), тропічні фімбрістіліси (Fimbristylis cymosa), запашні каперці (Quadrella odoratissima), індійські тамаринди (Tamarindus indica) та різні види індигових кущів (Randia spp.), а у самих водоймах — різноманітна водна рослинність.

## Фауна
У манграх екорегіону зустрічаються багато водоплавних та коловодних птахів, які гніздяться у мангрових лісах та зупиняються в них у пошуках їжі під час міграцій. Серед поширених в регіоні птахів слід відзначити бурого пелікана (Pelecanus occidentalis), білого ібіса (Eudocimus albus), мангрового кукліло (Coccyzus minor), золотистого пісняра-лісовика (Setophaga petechia), мангрову білозорку (Tachycineta albilinea), мангрового віреона (Vireo pallens), коста-риканського поплітника (Thryophilus pleurostictus), карибського мартина (Leucophaeus atricilla), чорного канюка-крабоїда (Buteogallus anthracinus), велику чепуру (Ardea alba), блакитну чепуру (Egretta caerulea), трибарвну чепуру (Egretta tricolor), зелену чаплю (Butorides virescens), звичайного квака (Nycticorax nycticorax), чорногорлого квака (Nyctanassa violacea), бразильського баклана (Phalacrocorax brasilianus), золотошийого амазона (Amazona auropalliata) та міктерію (Mycteria americana). На півдні екорегіону, в манграх затоки Нікоя, зустрічаються мангрові колібрі-шаблекрили (Phaeochroa cuvierii), панамські копетони (Myiarchus panamensis) та північні тиранчики-короткодзьоби (Sublegatus arenarum). Серед птахів, що зимують на узбережжях регіону, слід відзначити гудзонського кульона (Numenius hudsonicus), морську сивку (Pluvialis squatarola), строкатого коловодника (Tringa melanoleuca), жовтого пісняра (Protonotaria citrea), річкового смугастовольця (Parkesia noveboracensis). Майже ендемічними представниками екорегіону є мангрові сплюшки (Megascops cooperi) та нікарагуанські гіли (Melanerpes hoffmannii).
В мангрових лісах екорегіону зустрічається багато різноманітних ссавців, таких як білохвості олені (Odocoileus virginianus), колумбійські ревуни (Alouatta palliata), панамські капуцини (Cebus imitator), низинні паки (Cuniculus paca), білоносі носухи (Nasua narica), звичайні ракуни (Procyon lotor), довгохвості скунси (Mephitis macroura), неотропічні видри (Lontra longicaudis), дев'ятипоясні броненосці (Dasypus novemcinctus), карликові мурахоїди (Cyclopes didactylus) та великі листоноси (Vampyrum spectrum), найбільші кажани Америки. Більшість ссавців не живуть у мангрових лісах постійно, а відвідують їх час від часу у пошуках їжі та води. Серед плазунів, які зустрічаються в екорегіоні, слід відзначити гострорилого крокодила (Crocodylus acutus), крокодилового каймана (Caiman crocodilus), звичайну ігуану (Iguana iguana), чорну шипохвосту ігуану (Ctenosaura similis), звичайного василіска (Basiliscus basiliscus) та імператорського удава (Boa imperator). На пляжах регіону відкладають яйця рідкісні морські черепахи: оливкові черепахи (Lepidochelys olivacea) та бісси (Eretmochelys imbricata).

## Збереження
Манграм екорегіону загрожує знищення мангрових лісів з метою перетворення їх на сільськогосподарські угіддя, навіть незважаючи на те, що мангрові ґрунти надто бідні для сільського господарства і мають проблеми з дренажем, солоністю та кислотністю. Величезні площі мангрових заростей також були знищені заради будівництва соляних ставків та розвитку аквакультури. Основними природоохоронними територіями екорегіону є Природний заповідник Естеро-Падре-Рамос, Природний заповідник острова Хуан-Венадо та Природний заповідник Чакосенте в Нікарагуа, а також Національний парк Санта-Роза, Морський національний парк Лас-Баулас та Природний заповідник Ігуаніта в Коста-Риці.